# Oasis (Plattenlabel)
Oasis war ein 1975 von Giorgio Moroder in München gegründetes und mit Pete Bellotte betriebenes Plattenlabel. Der Vertrieb erfolgte durch Ariola, ab 1979 durch Teldec. In den USA vertrieb zunächst Casablanca Records die Produkte von Oasis. 1976 willigte Moroder ein, seine Tonträger in den USA vollständig unter dem Label von Casablanca Record & FilmWorks, Inc. zu vermarkten. Oasis stellte seinen Geschäftsbetrieb 1983 ein.

## Geschichte
Moroder veröffentlichte zunächst seine eigenen Platten, die er als Künstler oder Produzent (z. B. als „Einzelgänger“ und „Schloss“) aufgenommen hatte, auf Oasis. Er verpflichtete 1975 Donna Summer, die zu dieser Zeit in München lebte und im Musical Hair sang, für Oasis und nahm das Album Love To Love You Baby in den Münchener Musicland-Studios mit ihr auf.
Im Bemühen, einen Vertriebskanal für die USA zu bekommen, schickte Moroder seine Agentin Trudy Meisel nach Los Angeles. Sie suchte Neil Bogart von Casablanca Records auf und bot ihm einen Vertriebsdeal an, doch Bogart entschied sich, Moroder ein eigenes Label anzubieten. Im Gegenzug sollte Moroder seine bisherigen Veröffentlichungen kostenlos an Casablanca abtreten, zu denen auch Donna Summers Album Love to Love You Baby gehörte. Moroder willigte ein und eröffnete Oasis als Sublabel von Casablanca Records.
Die Veröffentlichungen von Oasis waren in den USA zunächst nicht sonderlich erfolgreich, bis Bogart
auf einer Party die Platte laufen ließ  und jemand gegen den Plattenspieler stieß und die Nadel zum Anfang der Rille zurück rutschte, sodass der Song von vorn begann. Der Effekt überzeugte Bogart davon, dass Love To Love You Baby als lange Version Erfolg haben würde. Er rief Moroder an und überzeugte ihn, den Titel neu aufnehmen und ließ ihn in einer beinahe siebzehn Minuten langen Fassung abmischen. Im Zuge der Discowelle sollte die 12"-Maxisingle mit Remixes bekannter Songs eine besondere Rolle bei den DJ's einnehmen, was Bogart frühzeitig erkannt hatte.
Am 27. August 1975 wurde das Album Love to Love You Baby mit dem Titelsong in voller Länge als A-Seite in den USA veröffentlicht. Gleichzeitig veröffentlichte Oasis Moroder's Album Schloss und schickte auch Einzelgänger noch einmal ins Rennen, nachdem die Platte vorab bereits auf Casablanca veröffentlicht worden war. Es brauchte einige Zeit, bis Donna Summers 17-Minuten-Single abhob, aber Discotheken in Florida begannen, den Song zu spielen, und der Titel begann von dort aus seinen Siegeszug durch die Vereinigten Staaten und die Charts.
Im Laufe des kommenden Jahres wurde Oasis durch Casablanca Records gewissermaßen aufgesogen - das Mutterlabel übernahm mehr und mehr die Kontrolle über Oasis’ Geschäfte in den USA. In Europa existierte Oasis aber als eigenständiges Label weiter. Moroder veröffentlichte weiterhin seine eigenen Produkte, aber auch die anderer Künstler auf dem Label, unter anderem Keith Forsey und Laura Branigan.